# 北美紅雀
北美紅雀（學名：Cardinalis cardinalis），又名主紅雀，是北美洲主紅雀屬下的一種鳥類。它們分佈在南加拿大，經美國東部緬因州至德克薩斯州，南下至墨西哥，也有分佈在夏威夷的大島及瓦胡島。它們棲息在林地、花園、叢林及沼澤。
其种加词“cardinalis”意为“深红色的”（来源于红衣主教的长袍颜色）。北美紅雀的體型呈中等大小，長約21厘米。頭上有明顯的冠，雄鳥及雌鳥的面部分別呈黑色及灰色。雄鳥呈鮮紅色，雌鳥則呈暗紅褐色。它們主要吃穀物，也會吃昆蟲及果實。雄鳥是地盤性的，會以歌聲來定界。雄鳥示愛時會用喙餵雌鳥吃種子。它們每次會生3-4顆蛋，每年會生2-4次。

## 分類

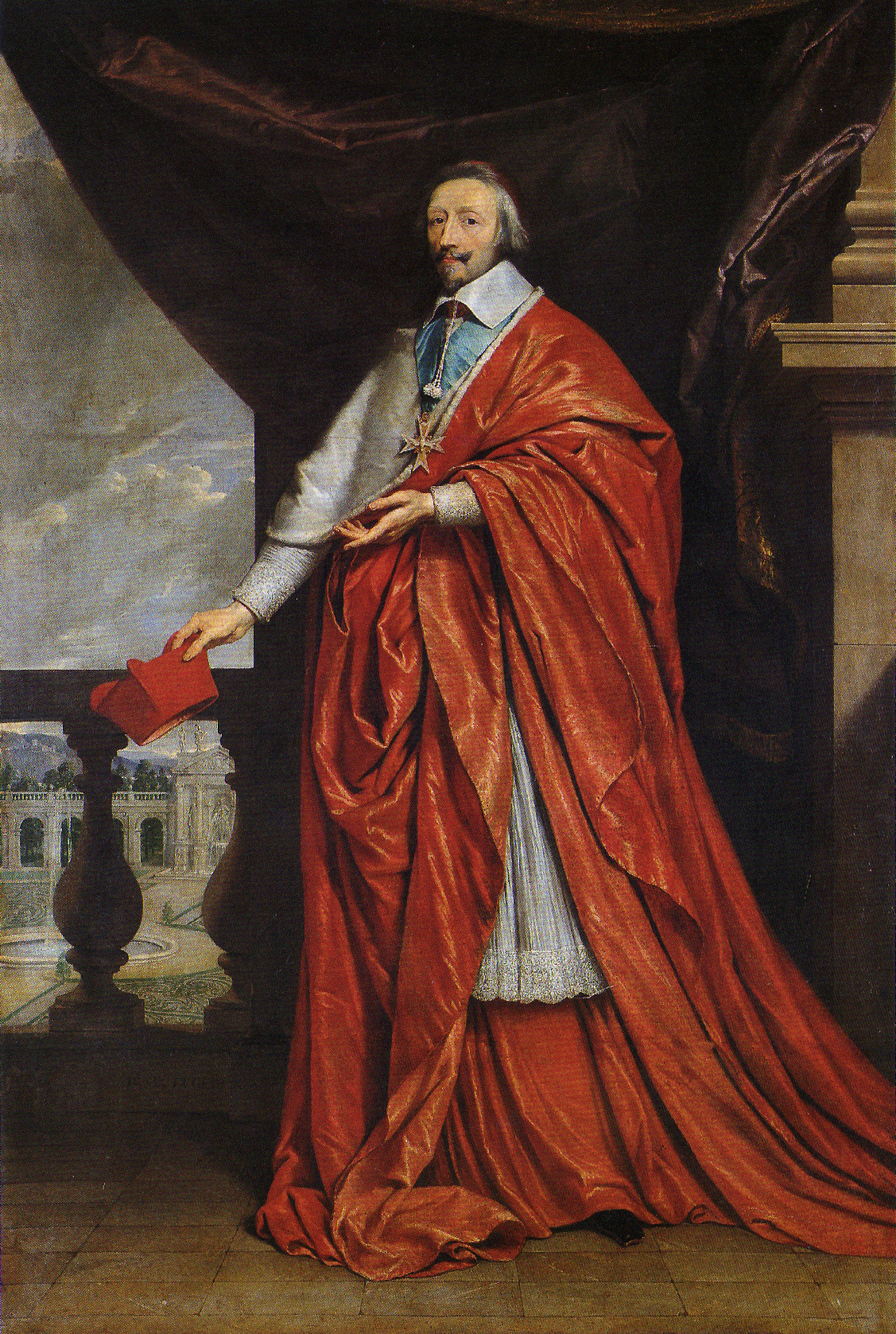
法兰西王国宰相红衣主教黎胥留（1622年）

北美紅雀屬於主紅雀科下的主紅雀屬。它們最初是由卡爾·林奈命名，並被分類到交嘴雀屬中。於1838年，它們才被分類到主紅雀屬，且名為Cardinalis virginianus。於1983年，其學名改為Cardinalis cardinalis。
北美紅雀的學名意義是天主教會的樞機，因樞機有著明顯的紅袍及帽子。

## 特徵
北美紅雀呈中等大小，體長20-23厘米，翼展25-31厘米，重45克。雄鳥呈鮮紅色，面部呈黑色，一直伸延至上胸。背部及雙翼最為沉色。雌鳥呈灰棕色，雙翼、冠及尾羽上有紅彩。雌鳥面部呈灰至黑色，但不怎麼明顯。它們都有明顯隆起的冠，喙是鮮珊瑚色，呈圓錐狀及很強壯。幼鳥的顏色像成年的雌鳥，到了冬天就會換羽成為成鳥。幼鳥上身褐色，下身紅褐色，胸部、前額、雙翼及尾巴呈磚紅色。腳部呈深粉紅褐色。虹膜呈褐色。雄鳥主羽的顏色是來自所吃的類胡蘿蔔素紅色及黃色色素。雄鳥具有代謝類胡蘿蔔素色素來製造主羽色彩。當只吃具黃色色素的食物時，它們會變得較為淡紅色，而非黃色。

## 分佈及棲息地
在美國東部的緬因州至德克薩斯州，及加拿大安大略省、魁北克省及新斯科舍，北美紅雀的數量很是豐富。它們的分佈地延伸至美墨邊境及南經墨西哥至北瓜地馬拉及伯利茲的特萬特佩克地峽。於1700年代，它們被引進到百慕達。它們也有被引入到加利福尼亞州南部及夏威夷。其天然的棲息地包括林地、花園、叢林及沼澤。它們是留鳥，但也會因極端的天氣及食物供應而作出遷徙。

## 生態
北美紅雀是地盤性的。雄鳥會在樹頂或其他高處以清晰的歌聲來保護地盤，並會追逐進入地盤內的其他雄鳥。不過，它們很多是會將自己的倒影看為入侵的雄鳥，並與之打鬥。交配後的夫婦會一起出入。
不同地區的北美紅雀的叫聲也有不同。單憑其叫聲，就能輕易分辨其性別。北美紅雀有很特別的警報聲，就是一下很短的金屬聲。這警報聲就可以提醒雌鳥及雛鳥有掠食者接近鳥巢。當危害越大時，它們警報聲的頻率及聲浪也會加大。雄鳥及雌鳥也會用此聲音來確定對方的位置。

### 掠食者
北美紅雀是多種北美洲原生掠食者的獵物，包括雞鷹、獃頭伯勞、灰伯勞、灰松鼠、長耳鴞及東美角鴞。牛奶蛇、美洲黑游蛇、冠藍鴉、狐松鼠及東美花鼠也會掠食它們的雛鳥及鳥蛋。

### 食性
北美紅雀主要吃野草、農作物及果實。它們會在地上尋找食物。它們也會吃甲蟲、草蜢、蝸牛、野生果實及草莓、玉米及燕麥、向日葵種子、榆樹的樹皮及花卉，並會喝楓樹的樹汁。於夏天，它們會選擇吃容易找到的種子。它們及其雛鳥也會吃昆蟲。

### 繁殖

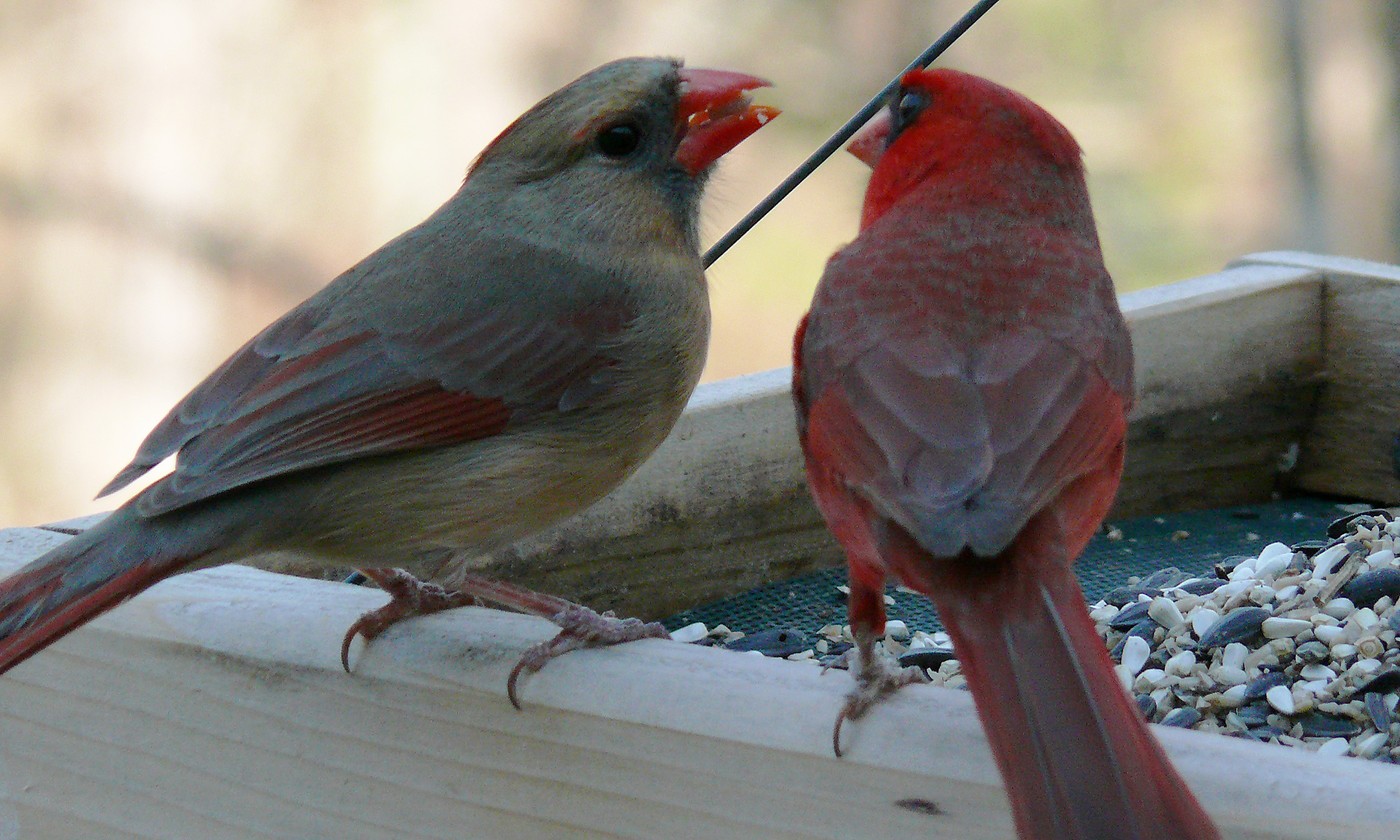
雄鳥會餵雌鳥吃食作為示愛行為。

交配的雄鳥及雌鳥在築巢前有時會一起唱歌。雄鳥會尋找食物來餵雌鳥作為示愛的行為。當交配成功，雄鳥會繼續餵雌鳥直至孵蛋。
雄鳥有時會帶築巢的物料給雌鳥，讓雌鳥築巢。雌鳥會用喙分開樹枝，用身體來彎曲樹枝及以腳來造成杯狀。鳥巢有四層：底層為粗糙的樹枝，其上以樹葉覆蓋，樹皮圍邊，最後再鋪上草、莖、小根及針葉等。一般需要3-9日才能完成鳥巢。鳥巢高5-8厘米，10厘米闊，內徑8厘米。它們只會使用鳥巢一次。雌鳥會在叢林中或1-3米的樹上築巢。在完成鳥巢後的1-6天就會生蛋。鳥蛋是白色的，有綠色、藍色或褐色色彩，並有薰衣草色、灰色或褐色的斑點。蛋殼光滑及稍有光澤。雌鳥每次會生3-4隻蛋。鳥蛋約有2厘米大小。一般會由雌鳥負責孵蛋，雄鳥很少及只會孵很短的時間。孵化期為12-13日。雛鳥到了10-11日大就會換羽。每年會生育2-3次。當雌鳥生產或孵化另一胎時，雄鳥就會負責餵養上一胎的雛鳥。
野生北美紅雀的壽命最少有15.75歲，而飼養的一般可以活到28.5歲。成年北美紅雀每年存活率為60-65%。不過，由於雛鳥的高死亡率，它們的平均壽命只約有1年。

## 與人類關係
北美紅雀被國際自然保護聯盟列為無危。估計全球的分佈地有580萬平方公里，全球數量為1億隻，保持穩定。由於其鮮艷的顏色及獨特的歌聲，它們曾被作為寵物。在美國，它們受到《1918年候鳥條約》（Migratory Bird Treaty Act of 1918）的保護，禁止作為籠鳥將其出售。它們在加拿大也受到保護。

### 吉祥物
北美紅雀是美國七個州（伊利諾州、印第安納州、肯塔基州、北卡羅來納州、俄亥俄州、維吉尼亞州和西維吉尼亞州）的州鳥。
北美紅雀是美国眾多運動隊伍的吉祥物。 然而大多數團隊將這隻鳥描繪成黃色的喙和腿。在職業運動中，它是美國職棒大聯盟國家聯盟的聖路易紅雀隊和國家美式足球聯盟的亞利桑那紅雀隊的吉祥物。
大學運動中，它是許多學校的吉祥物，包括鮑爾州立大學、美國天主教大學、伊利諾伊州立大學、拉馬爾大學、路易斯維爾大學、馬薩諸塞州藥學與健康科學學院、北中央學院、北愛達荷學院、奧特拜因大學、聖約翰費舍爾學院、紐約州立大學普拉茨堡分校、衛斯理大學、惠靈大學和威廉朱厄爾學院。

### 其他
知名手機遊戲憤怒的小鳥的紅鳥亦是以北美紅雀為原型設計。2014年，波兰电子游戏开发商CD Projekt即以北美红雀作为他们的新标志。
美国国铁亦有以红雀命名的线路「红雀号」，它连接芝加哥和华盛顿特区，所經六個州均以這種鳥作為州鳥。

## 外部連結
- Article on Cardinal's Songs（页面存档备份，存于）
- Cornell Lab of Ornithology（页面存档备份，存于）
- South Dakota Birds and Birding（页面存档备份，存于）
- Internet Bird Collection（页面存档备份，存于）
- 北美紅雀的歌聲
- 北美红雀叫声集锦（页面存档备份，存于）
- 北美紅雀的图片